# Horacio Casarín
Horacio Casarín (* 25. Mai 1918 in Mexiko-Stadt; † 10. April 2005 ebenda), auch bekannt unter dem Spitznamen El Chamaco (deutsch in etwa Der Junge, Der Jugendliche oder Der Heranwachsende) war ein mexikanischer Fußballspieler und eine Ikone des CF Atlante aus Mexiko-Stadt, für den er viele Jahre erfolgreich als Torjäger im Einsatz war und zu dem er in späteren Jahren noch einmal als Trainer zurückkehren sollte. Außerdem spielte Casarín für vier weitere Vereine aus Mexiko-Stadt: Necaxa, CF Asturias, Club América und Real Club España. Des Weiteren stand er beim CF Monterrey im Norden Mexikos und beim CD Zacatepec im südlich der Landeshauptstadt gelegenen Bundesstaat Morelos unter Vertrag. Casarín galt zu seiner Zeit als einer der besten Fußballspieler Mexikos. Darüber hinaus ist er mit 236 Toren in Meisterschaftsspielen (die bis 1942/43 bestehende Amateurepoche und die ab 1943/44 existierende Profiliga zusammengerechnet) bis heute einer der erfolgreichsten mexikanischen Torjäger. 

## Karriere
Casarín gab sein Debüt am 9. Februar 1936 im Alter von 17 Jahren im Trikot des Club Necaxa, der zu jener Zeit gerade die erfolgreichste Epoche seiner Vereinsgeschichte durchlebte. Das seinerzeitige Necaxa-Team, vierfacher Meister in den 1930er Jahren, war wegen der großen Kameradschaft auch als Once hermanos (die elf Brüder) bekannt. Nur anderthalb Jahre später gab das 19-jährige Talent am 12. September 1937 sein Debüt in der mexikanischen Nationalmannschaft in einem Spiel gegen den ungeliebten Nachbarn nördlich des Rio Grande, das die Mexikaner mit 7:2 gewannen und wozu Casarín zwei Tore beisteuern konnte.
Durch eine schwere Verletzung, die er sich gegen Ende der Saison 1938/39 zuzog, musste Casarín mehr als ein Jahr pausieren.
Im Sommer 1942 verließ Casarín den Club Necaxa und unterschrieb beim Ligarivalen Atlante, für den er mehrere Jahre erfolgreich tätig war, 95 Tore erzielte und mit dem er 1946/47 die Meisterschaft gewann.
Der zu jener Zeit beim Real Club España unter Vertrag stehende Casarín bestritt auch alle Spiele der mexikanischen Nationalmannschaft bei der Fußball-Weltmeisterschaft 1950 in Brasilien und kam im letzten Spiel beim 1:2 gegen die Schweiz zu einem Elfmetertor. 
Nach der WM schnürte er seine Fußballstiefel wieder für den Club Necaxa und wurde in jener Saison (1950/51) zum einzigen Mal in seiner Karriere Torschützenkönig der ersten Liga. Später spielte er noch für den CD Zacatepec, bevor er seine aktive Laufbahn in Reihen des CF Monterrey ausklingen ließ. Sein Abschiedsspiel bestritt er am 18. November 1956 in einem Spiel gegen den CD Tampico. Somit war er mehr als 20 Jahre als aktiver Fußballer in der jeweils höchsten Spielklasse Mexikos im Einsatz. 
Horacio Casarín starb am 10. April 2005, nur wenige Monate nach dem Tod seiner Frau, an den Folgen einer Alzheimer-Krankheit.

## Erfolge
- Mexikanischer Meister: 1937 und 1938 (mit Necaxa), 1947 (mit Atlante)
- Mexikanischer Pokalsieger: 1942 (mit Atlante)
- Torschützenkönig der Primera División: 1951